# Jan Medwadowski
Jan Aleksander Florian Medwadowski (ur. 21 czerwca 1871 w Gostyninie, zm. 27 września 1957 w Łodzi) – generał brygady Wojska Polskiego.

## Życiorys
Jan Aleksander Florian Medwadowski urodził się 21 czerwca 1871 w Gostyninie, w ówczesnej guberni warszawskiej, w rodzinie Antoniego i Walerii z Bagińskich. Kształcił się w Łowiczu. Ukończył Szkołę Junkrów w Kijowie. W 1894 podporucznik i oficer zawodowy artylerii rosyjskiej. W 1912 w stopniu kapitana ukończył Akademię Artylerii w Petersburgu. Podpułkownik z 1913, pułkownik z 1916 na froncie niemieckim, dowódca pułku artylerii. Później dowódca brygady artylerii.
Po rewolucji październikowej w formacjach polskich na Wschodzie. Zgłosił się do służby w I Korpusie Polskim w Rosji, ale z braku etatów nie został przyjęty i służył w armii admirała Aleksandra Kołczaka w Kazaniu. Dowódca dywizjonu artylerii lekkiej i brygady artylerii polowej. Generał major z awansu tegoż admirała.
W maju 1919 przyjęty został do Wojska Polskiego na Syberii. Do stycznia 1920 dowódca dywizjonu w 5 pułku artylerii oraz pełniący obowiązki dowódcy 5 Dywizji Strzelców Polskich, dowódca obrony linii kolejowej Tajga–Krasnojarsk. Styczeń 1920 – styczeń 1921 w niewoli bolszewickiej. Do niewoli dostał się po bitwie pod Klukowienką.
Z dniem 1 sierpnia 1921 został przyjęty do Wojska Polskiego z zaliczeniem do Rezerwy Armii oraz równoczesnym powołaniem do służby czynnej i wcieleniem do 10 Kaniowskiego pułku artylerii polowej. Następnie wyznaczony został na stanowisko zastępcy dowódcy X Brygady Artylerii, a później przewodniczącego Komisji Likwidacyjnej WP na Syberii. Zweryfikowany w stopniu pułkownika ze starszeństwem z dniem 1 czerwca 1919 w korpusie oficerów artylerii. W okresie 1923 – czerwiec 1924 dowódca 10 pap. W czerwcu 1924 został przydzielony na stanowisko szefa Artylerii i Służby Uzbrojenia Dowództwa Okręgu Korpusu Nr VII w Poznaniu.
1 grudnia 1924 prezydent RP Stanisław Wojciechowski, na wniosek Ministra Spraw Wojskowych generała dywizji Władysława Sikorskiego, nadał mu stopień generała brygady ze starszeństwem z dniem 15 sierpnia 1924 i 13. lokatą w korpusie generałów.
22 marca 1929 roku został zwolniony z zajmowanego stanowiska i mianowany dowódcą 7 Grupy Artylerii w Poznaniu. W styczniu 1930 roku przeniesiony został do dyspozycji dowódcy Okręgu Korpusu Nr VII, z zachowaniem dotychczasowego dodatku służbowego. Z dniem 30 czerwca 1930 roku został przeniesiony w stan spoczynku. Osiadł w Warszawie. Po wojnie mieszkał i pracował w Łodzi, gdzie zmarł 27 września 1957 roku.

## Ordery i odznaczenia
- Krzyż Walecznych (czterokrotnie: po raz pierwszy w 1921[10])
- Medal Niepodległości (7 lipca 1931)[11]
- Złoty Krzyż Zasługi (2 sierpnia 1928)[12][13]
- Medal Pamiątkowy Wielkiej Wojny (Francja, 1931)[14]